# فلافيا أغنيس
فلافيا أغنيس (بالهندية: फ्लाविया ऐग्नेस؛ بالإنجليزية: Flavia Agnes) هي محامية هندية، ولدت في 1947 في مومباي في الهند.